# Brandon Boyd
Brandon Charles Boyd (født 15. februar 1976 i Van Nuys, Californien) er en amerikansk sanger, kendt som medlem i rockbandet Incubus.

## Diskografi
Med Incubus
- Fungus Amongus (1995)
- S.C.I.E.N.C.E. (1997)
- Make Yourself (1999)
- Morning View (2001)
- A Crow Left of the Murder... (2004)
- Light Grenades (2006)
- Monuments and Melodies (2009)
- If Not Now, When? (2011)

Solo
- The Wild Trapeze (2010)